# 奥村等士
奥村 等士（おくむら ひとし、1997年7月28日 - ）は、日本の俳優、アクロバットパフォーマー。放映新社所属。

## 人物・エピソード
- 趣味はゲーム、料理、アニメ、漫画。
- 特技は、アクロバット、ダンス。
- 小学校3年生から中学に上がる頃まで児童劇団に所属し、「渡邉等士」名義で子役としてテレビドラマ等に出演するなど活動していた。
- 体操選手であった両親の影響のもと、早くから体操に親しんでいた。中学ではソフトテニス、高校時に男子新体操を始める。
- 高校卒業後は一般企業に正社員として就職するが離職し、2018年から池谷直樹主催のサムライ・ロック・オーケストラに参加。以降、パフォーマー・俳優としての活動を本格化させる。[2]
- 2024年11月1日、奥村等士公式ホームページ・ファンクラブを開設する。インターネット黎明期を思わせるサイトデザインは本人のこだわりである。[3]

## 出演

### 舞台
- サムライ・ロック・オーケストラ『マッスルファンタジー オズの魔法使い』（2018年4月 - 2019年3月、全国巡業）- 翼ザル 役
- サムライ・ロック・オーケストラ『アメージング浦島太郎』（2019年4月 - 2020年2月、全国巡業）- 真鯛 役
- 舞台「青春歌闘劇バトリズムステージ NOTICE」（2020年1月15日 - 22日、草月ホール）- バトルパフォーマー[4]
- サムライ・ロック・オーケストラ『Newアメージング・モモタロウ』（2020年10月 - 、全国巡業）- サル 役
- 舞台 「青春歌闘劇バトリズムステージ INITIO」（2021年1月27日 - 31日、草月ホール）- バトルパフォーマー[5]
- 2.5次元ダンスライブ「ツキウタ。」ステージ第12幕「裏斬心 -Children are sometimes ruthless and cruel.-」（2022年3月25日 - 4月3日、日本青年館ホール）- アンサンブル[6]
- ミュージカル『テニスの王子様』4thシーズン 青学vs聖ルドルフ・山吹（2022年7月5日 - 16日、日本青年館ホール／7月22日 - 31日、メルパルクホール大阪／8月11日 - 13日、キャナルシティ博多／8月18日 - 28日、銀河劇場） - 赤澤𠮷朗 役[7]
- サムライ・ロック・オーケストラ 10周年記念作品『アリス in Muscleランド』（2022年10月 - 2024年7月）- 虫・ピート 役[8]
- eeo Stage action 劇団#2『悪を以って愛と成す』（2022年10月26日 - 30日、CBGKシブゲキ!!）- 流 役
- eeo Stage action 劇団#3『悪を絶って、愛と死す』（2023年7月26日 - 7月30日、CBGKシブゲキ）- 流 役
- 小菅怜衣プロデュース「ボクから君におくるもの」（2023年9月20日 - 25日、コフレリオ新宿シアター）- タロ 役[9]
- 舞台「先輩、コントしましょうよ。」（2023年11月2日 - 5日、ブルースクエア四谷）[10]
- 舞台『OVER SMILE2024』（2024年3月１日 - 10日、あうるすぽっと）- ベラルーシ 役[11]
- ミュージカル『テニスの王子様』4thシーズン Dream Live 2024 〜Memorial Match〜（兵庫・2024年5月25日・26日、神戸ワールド記念ホール／東京・5月31日 - 6月2日、有明アリーナ） - 赤澤𠮷朗 役[12]
- 『ヒプノシスマイク -Division Rap Battle-』Rule the Stage -Grateful Cypher-（2024年10月4日 - 14日、TDCホール） - 茶臼山良経 役[13]
- Route Theater vol.2 舞台「Diary」（2024年12月18日 - 22日、Route Theater）[14]
- 劇団「ハイキュー!!」”出会い”（東京・2025年5月17日 - 25日、品川プリンスホテルステラボール／大阪・5月30日 - 6月1日、COOL JAPAN PARK OSAKA WWホール）- 海信行 役[15]
- 『ヒプノシスマイク -Division Rap Battle-』 Rule the Stage 《Buster Bros!!! ＆ Bad Ass Temple feat. 糸の会 ＆ WESTEND-MAFIA》（2025年10月18日 - 24日、Kanadevia Hall） - 茶臼山良経 役[16]

### テレビ
- NHK 連続テレビ小説「純情きらり」（2006年）
- TBS 日曜劇場「ハタチの恋人」（2007年）- 井上勇介 役
- NHK 連続テレビ小説「ゲゲゲの女房」（2010年）- 飯田哲也（幼少期）役
- テレビ朝日 「暴太郎戦隊ドンブラザーズ」41話（2022年12月18日）

### イベント
- ももいろクローバーZ・MomocloMania2018 -Road to 2020-（2018年8月4日・5日、ZOZOマリンスタジアム）- パフォーマー・バックダンサー
- 即興劇「天竺生地 vol.4」（2023年5月13日、バルスタジオ）[17]
- 即興劇「天竺生地 vo.6」（2023年9月29日、ブルースクエア四谷）[18]
- 俺が初めてスパイと疑われた日 Ep.2（2023年10月21日、高円寺StudioK）[19]
- ボクラ団社×T-gene「ボクジェネvol.2」（2024年2月18日、全電通労働会館 多目的ホール）[20]
- ボードゲームシアター vol.2（2024年3月30日、日本橋PACMAN）[21]
- 実験型即興劇「ACT LABO」（2024年6月29日、ミューズモード音楽院 本館）[22]
- 安達健太郎と役者が漫才とトークするLIVE（2024年9月8日、池袋西口GEKIBA）[23]
- 奥村等士1stファンミーティング ～2025年は巳年だけど蛇には恩を忘れずに返すって意味があるんだって、最初のイベントにぴったりだね～（2025年1月5日、シダックスカルチャーホール）
- 『ヒプノシスマイク -Division Rap Battle-』Rule the Stage《Hypnosis Delight Fes.》（2025年10月25日・26日〈予定〉、Kanadevia Hall） - 茶臼山良経 役[24]